# Stiftung der Deutschen Polizeigewerkschaft
Die Stiftung der Deutschen Polizeigewerkschaft ist eine vom Landesverband Bayern der Deutschen Polizeigewerkschaft im DBB ins Leben gerufenen Stiftung. Sitz der 1997 gegründeten Organisation ist München, die Geschäftsstelle befindet sich in Lenggries (Oberbayern). Ihr Ziel ist es, „Beschäftigte und Versorgungsempfänger der Polizei und der Sicherheitsbehörden in der Bundesrepublik  Deutschland oder deren Hinterbliebene, die infolge ihres körperlichen, geistigen oder seelischen Zustandes auf die Hilfe anderer angewiesen sind, selbstlos zu unterstützen. Die Unterstützung kann in Form von Naturalleistungen und einmaligen oder wiederkehrenden Zuwendungen erfolgen.“ Die Unterstützung der Stiftung ist nicht den Gewerkschaftsmitgliedern vorbehalten, sondern richtet sich unabhängig von einer Mitgliedschaft an die im Stiftungszweck benannten Personen.

## Geschichte

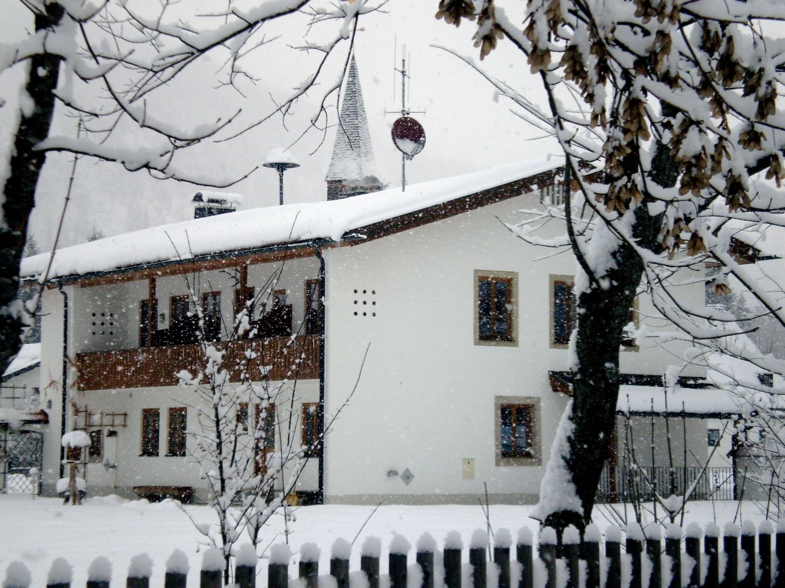
Das ehemalige Forstamt in Fall

Das anfängliche Stiftungskapital betrug 100.000 DM und wurde von den damals ca. 10.000 Mitgliedern der DPolG Bayern aufgebracht, die Genehmigung erfolgte durch die Stiftungsaufsicht der Regierung Oberbayern. 1998 pachtete die Stiftung drei Gebäude vom Freistaat Bayern. Zwei dieser Häuser befinden sich im Dorf Fall, eines in Niedernach am Walchensee. Alle Häuser bedurften der Renovierung, die sich über einen Zeitraum von drei Jahren hinzog.
Das erste Gebäude, das Leonhard-Stimpfle-Haus, wurde 1999 fertiggestellt, 2001 wurden die Arbeiten am Hauptgebäude, dem ehemaligen staatlichen Forstamt in Fall, beendet.

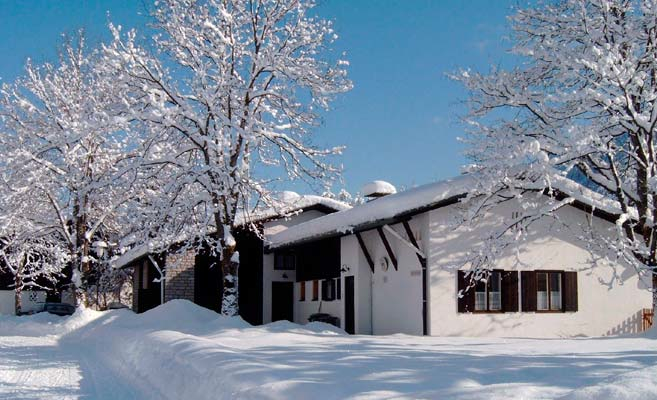
Das Leonhard-Stimpfle-Haus im Winter

2002 übernahm die Stiftung in Lenggries mehrere Wohnungen vom Bayerischen Staatsministerium des Innern, die ebenfalls renoviert wurden. 2008 wurde die Geschäftsstelle, die sich bis dahin in München befand, nach Lenggries verlegt, am 26. Mai desselben Jahres wurde in Fall das sogenannte Rollihaus, ein barrierefreier Bungalow, eröffnet. 2009 wurde eine weitere Wohnung in Lenggries fertiggestellt, 2010 die renovierte Geschäftsstelle und eine weitere Wohnung in Lenggries eingeweiht.
Ein Gebäude in Fall trägt seit dem 14. Mai den Namen Walter-Sporer-Haus. Der 2011 verstorbene Nürnberger Schuldirektor war zeitlebens den Sicherheitskräften verbunden – unter anderem als Leiter des Shanty-Chors der Nürnberger Wasserschutzpolizei. Sein Vermächtnis ist die Walter-Sporer-Stiftung, die unter dem Dach der DPolG-Stiftung deren Arbeit unterstützt.
Seit Februar 2014 besteht eine Kooperation mit dem Sozialwerk der Gebirgstruppe der Bundeswehr. Oberst a. D. Manfred Benkel und der Stiftungsvorsitzende Berend Jochem unterzeichneten eine entsprechende Vereinbarung.
Die Liegenschaften stehen den in Stiftungszweck und Stiftungszielen beschriebenen Berufsgruppen auf Anfrage auch als Ferienwohnungen zur Verfügung.

## Therapieraum Natur
Seit 2018 gibt es den „Therapieraum Natur.“ Dies ist eine 14.000 m² große Waldfläche, in der mit Hilfe von Polizeibeamtinnen und Polizeibeamten aus einer Fichtenmonokultur ein Bergmischwald geschaffen wurde. Die gepachtete Fläche wird für 10 Jahre als Projekt bewirtschaftet. Der Bereich grenzt an das Grundstück der Stiftungshäuser.

## Organe der Stiftung
Die Stiftung hat drei Stiftungsorgane.

### Stiftungsvorstand
Die Mitglieder des Stiftungsvorstandes sind ehrenamtlich tätig, sie verwalten die Stiftung und das Stiftungsvermögen. Die Aufgaben des Stiftungsvorstandes sind in der Satzung geregelt.
| Vorsitzender des Stiftungsvorstandes         | Berend Jochem |                                  |              |
| Stellv. Vorsitzender des Stiftungsvorstandes | Reinhold Merl | Mitglied des Stiftungsvorstandes | Karin Walter |

### Stiftungsbeirat
Der ebenfalls ehrenamtlich besetzte Stiftungsbeirat wird gewählt. Wählendes Gremium ist der Hauptvorstand des Landesvorstandes der DPolG Bayern. Mitglieder des Stiftungsvorstandes dürfen selbst nicht dem Beirat angehören, sie werden aber vom Beirat gewählt. Der Beirat berät den Stiftungsvorstand, wirkt bei erheblichen Rechtsgeschäften mit, genehmigt den Haushalt für das Stiftungsjahr und prüft die Bilanz. Dieser Jahresabschluss wird durch einen Steuerberater und Wirtschaftsprüfer erstellt und der Regierung von Oberbayern (Stiftungsaufsicht) übersandt.
| Funktion                           | Name              |
| ---------------------------------- | ----------------- |
| Vorsitzender des Stiftungsbeirates | Siegfried Burger  |
| stellvertretender Vorsitzender     | Eduard Dosch      |
| Beirat                             | Jürgen Köhnlein   |
| Beirat                             | Rainer Nachtigall |
| Beirat                             | Peter Dathe       |

### Förderkreis
Der Stiftung gelang es, zahlreiche Prominente für den Förderkreis zu gewinnen, wodurch sich die Bekanntheit und Wahrnehmbarkeit der Stiftung auch erhöhen dürfte.
Bekannte Mitglieder des Förderkreises sind unter anderem: 
- Dieter Althaus, Ministerpräsident a. D.
- Charlotte Knobloch, Präsidentin der israelitischen Kultusgemeinde von München und Oberbayern
- Manfred Ländner, bayerischer Landtagsabgeordneter
- Kirsten Lühmann
- Miroslav Nemec, Schauspieler
- Magdalena Neuner, Biathletin
- Richard Oetker, Unternehmer
- Edmund Stoiber, Bayerischer Ministerpräsident a. D.[5]